# Everything Sucks (Princess Nokia)
Everything Sucks è il terzo album in studio della rapper statunitense Princess Nokia, pubblicato il 26 febbraio 2020 in contemporanea con Everything Is Beautiful. Il disco è stato anticipato dai singoli Balenciaga e Practice. L'album fu annunciato due giorni prima della sua pubblicazione, il 24 febbraio, sul profilo Instagram della rapper.
In opposizione a Everything Is Beautiful, il disco rappresenta un lato più oscuro e aggressivo della cantante. Everything Sucks è stato scritto in una settimana, descritta da Nokia come «catartica».

## Accoglienza
| Recensione       | Giudizio |
| ---------------- | -------- |
| Evening Standard |          |
| Metacritic       | 74/100   |
| NME              |          |
| Pitchfork        | 6,7/10   |
| The Independent  |          |

L'album ha ricevuto generalmente critiche sufficienti. Sull'aggregatore di recensioni Metacritic, il disco possiede un punteggio di 74 su 100 basato su 6 recensioni.
Rawiya Kameir di Pitchfork assegna la sufficienza al disco, dichiarando che «le 10 canzoni sono come uno sciame di locuste angosciate, irrequiete e frenetiche, come lo si può diventare in una città così densamente popolata [New York]». Alice Kemp-Habib di NME critica le prime tre canzoni, comparandole ad un «parco divertimenti raccapricciante. Il risultato è assordante, spesso liricamente mediocre e talvolta difficile da ascoltare», aggiungendo che l'album «sembra una trapunta patchwork musicale; tutti i suoini sono uniti, ma rimangono nettamente separati».

## Tracce
Testi di Destiny Frasqueri.
1. Harley Quinn – 2:24 (musica: Tony Seltzer)
2. Crazy House – 3:03 (musica: Chris Lare)
3. Welcome To The Circus – 1:56 (musica: Chris Lare)
4. Gross – 2:52 (musica: Chris Lare)
5. Fee Fi Foe – 1:56 (musica: Invisible Will)
6. I Like Him – 2:12 (musica: Powers Pleasant)
7. Practice – 2:06 (musica: Adam Pallin, Tony Seltzer)
8. Balenciaga – 2:29 (musica: Tony Seltzer)
9. Woes (feat. Terrace Martin) – 2:22 (musica: Chris Lare)
10. Just A Kid – 3:21 (musica: Powers Pleasant)

Durata totale: 24:41

## Formazione
Musicisti
- Princess Nokia − voce, testi

Produzione
- Andy Park − missaggio
- Joe LaPorta − mastering
- Chris Lare − produzione (tracce 2, 3, 4, 9)
- Adam Pallin − produzione (traccia 7)
- Invisible Will − produzione (traccia 5)
- Tony Seltzer − produzione (tracce 1, 7, 8)
- Powers Pleasant − produzione (tracce 6, 10)